# Eleonora Duse
Eleonora Duse (ur. 3 października 1858 w Vigevano, zm. 21 kwietnia 1924 w Pittsburghu) – włoska aktorka.
Pochodziła z rodziny aktorskiej i już jako dziecko zrobiła pierwsze kroki do tego zawodu. Stała się znana dzięki włoskim wersjom ról rozsławionych przez jej wieloletnią rywalkę Sarah Bernhardt. W odróżnieniu od wysokiej uczuciowości i emocjonalności tej konkurentki, w jej stylu gry dostrzegano indywidualizm i naturalizm.
W czasie późniejszych występów w Europie i Ameryce często grała w sztukach Gabriele D’Annunzio. Od 1890 roku występowała w teatrze Cezara Rossiego. Po występach w Ameryce Południowej utworzyła własny teatr. Osobiste poznanie się z d’Annunzio w 1895 roku rozpoczęło ich współpracę zawodową – gwałtownie zakończoną w momencie, gdy powierzył on główną rolę w sztuce La Citta morta Sarze Bernhardt. W 1909 roku zrezygnowała z występów, ale powróciła do nich w 1921 roku zaangażowana w Europie i w Ameryce. Była pierwszą kobietą okładki magazynu „Time” (wydanie z  30 kwietnia 1923 roku).
W ciągu życia była związana z dziennikarzem Martino Cafiero, który ją zostawił przed urodzeniem dziecka. W roku 1881 poślubiła aktora Tebalda Checchi – owocem tego związku była córka, Enrichetta. Po rozwodzie z Checchim Duse związała z Flaviem Andò. Najważniejsze związki łączyły ją jednak z poetą, librecistą i kompozytorem Arrigo Boito (z którym nawet po zerwaniu do końca życia łączyła ją głęboka przyjaźń i silna duchowa więź) oraz Gabrielem D’Annunzio. Duse, bardzo ekspresyjna i emocjonalna osobowość, obracała się w ówczesnych kręgach artystycznych na całym świecie, nawiązując bliskie i czułe – zgodnie ze swym charakterem – przyjaźnie. Bez wątpienia przez całe życie Duse była adorowana zarówno przez mężczyzn, jak i przez kobiety. Prawdziwą miłość jednak, jak świadczy o tym jej bezpośrednia i bogata korespondencja, odnajdywała tylko z mężczyznami. I choć można natknąć się na informację o jej związkach z kobietami, między innymi z Isadorą Duncan i Liną Poletti, to nie są one udokumentowane, a w świetle osobowości Duse – wątpliwe.